# Wished on Mabel
Wished on Mabel er en amerikansk stumfilm fra 1915 af Roscoe ‘Fatty’ Arbuckle.

## Medvirkende
- Mabel Normand som Mabel.
- Roscoe Arbuckle som Fatty.
- Alice Davenport.
- Joe Bordeaux.
- Edgar Kennedy.